# Fatty's Debut
Fatty's Debut ou Fatty Butts, é um filme mudo de comédia curta norte-americano de 1914, dirigido e estrelado por Fatty Arbuckle.

## Elenco
- Fatty Arbuckle
- Minta Durfee
- Al St. John